# Enantiophoenix electrophyla
L'enantiofenice (Enantiophoenix electrophyla) è un uccello estinto appartenente agli enantiorniti. Visse all'inizio del Cretaceo superiore (circa 90 milioni di anni fa) e i suoi resti sono stati ritrovati in Libano. 

## Descrizione
Questo uccello era di piccole dimensioni (non più lungo di 15 centimetri). L'unico scheletro noto di questa specie conserva le ossa del cinto pettorale, parte dello sterno e del bacino e buona parte dei piedi (Cau & Arduini, 2008). Le zampe posteriori erano dotate di artigli ricurvi, probabilmente adatti ad afferrare i rami degli alberi. Vi sono alcuni elementi scheletrici che denotano l'appartenenza di Enantiophoenix al gruppo degli enantiorniti, ad esempio la particolare posizione del forame per il nervo sopracoracoideo che attraversava il coracoide, la forma del coracoide stesso, converso lateralmente, e la presenza di un tubercolo osseo dove si inserivano sul metatarso alcuni tendini. Inoltre, la scapola possedeva un basso acromion, e nella lama scapolare era presente una debole costrizione. Il tubercolo metatarsale, infine, sul margine mediale del secondo metatarso, è la caratteristica che distingue maggiormente Enantiophoenix dagli animali simili.

## Classificazione
Questo animale apparteneva agli enantiorniti (“uccelli opposti”), un grande gruppo di uccelli che prosperò nel corso del Cretaceo. In particolare, l'enantiofenice era un rappresentante primitivo degli avisauridi (Avisauridae), una famiglia di enantiorniti diffusi in Sudamerica, Nordamerica ed Europa occidentale, i cui antenati sono da ricercare in alcune forme dell'Asia orientale.  

## Significato dei fossili
L'enantiofenice costituisce una sorta di tappa intermedia nella distribuzione degli avisauridi tipici dei continenti occidentali, dal momento che gli antenati di questo gruppo sono stati ritrovati in Asia. Enantiophoenix, inoltre, è il più antico uccello rinvenuto nella Placca Continentale africana (di cui fa parte il Libano).  

## Stile di vita
I fossili indicano che questo animale era arboricolo: gli artigli ricurvi, ad esempio, permettevano all'enantiofenice di afferrarsi saldamente ai rami degli alberi. Sul fossile sono stati ritrovati anche corpuscoli di ambra: sembra che questo uccello si nutrisse occasionalmente di resina (che con la fossilizzazione si trasforma in ambra). Da qui il nome specifico dell'animale, electrophyla, che significa “amante dell'ambra”.